# IPad (第五代)
iPad 9.7 英寸（正式名稱為iPad（第5代））是由 Apple Inc.設計、開發和銷售的平板電腦。自 2017 年 3 月 21 日發布以來，相互衝突的命名約定催生了許多不同的 名稱，包括“第七代 iPad”或“iPad (2017)”。與 iPad Air 2 不同的是，這款 iPad 沒有全貼合螢幕，也沒有防反射塗層。
iPad 獲得了普遍的正面評價。 它的性能受到了極大的讚揚，評論家斷言該型號明顯比舊款 iPad 型號快，並且其價格和電池壽命也獲得了正面評價。 然而，它因缺乏層壓和防反射螢幕，以及缺乏對 Apple Pencil 和通過智慧連接器的可連接鍵盤的支持而受到批評。 它在美國的推出價格是 iPad 有史以來的最低價，媒體指出，較低的價格可能是為了鼓勵在教育領域更廣泛地採用平板電腦，以及為那些需要廉價平板電腦以供非需求用途的企業而努力 .
2018 年 3 月 27 日，Apple 宣布了其繼任者第六代 iPad。 這也標誌著 2017 款 iPad 的停產。

## 歷史
Apple 於 2017 年 3 月 21 日在新聞稿中宣布了這款 iPad 機型。它的命名一直存在混淆，在營銷中被稱為“iPad”，但在官方聲明和規格表中被稱為“第五代 iPad”，之前由 2013 年採用的名稱 iPad Air。其他消息來源將其稱為“第七代 iPad”，將 iPad Air 和 iPad Air 2 分別稱為第五代和第六代 iPad。它也被稱為“iPad 2017”。

## 定價策略
CIO 的 Matt Kapko 寫道，蘋果在美國為 iPad 定價 329 美元，比 iPad Air 2 降價 70 美元，似乎旨在抵禦谷歌 Chromebook 筆記本電腦在教育領域的侵占，並促進更廣泛的 在面向客戶的終端中採用。  Kapko 還寫道，該設備旨在吸引需要廉價平板電腦以供無需求使用的企業，包括作為自助服務終端、結賬終端和酒店屏幕。

## 顏色
顏色包括：
| 顏色 | 名稱   | 英語       | 備註       |
| ---- | ------ | ---------- | ---------- |
|      | 太空灰 | Space Gray | 正面為黑色 |
|      | 銀色   | Silver     | 正面為白色 |
|      | 金色   | Gold       | 正面為白色 |

## iPad 系列产品时间表
|  |